# Mogwalale
Mogwalale est une ville du Botswana.